# Блажеев, Виктор Владимирович
Ви́ктор Влади́мирович Блаже́ев (род. 10 января 1961, Вознесенское, Черкасская область) — российский правовед, специалист в области гражданского процессуального права и арбитражного процессуального права. Ректор Московского государственного юридического университета имени О. Е. Кутафина с 31 июля 2007 года.
Кандидат юридических наук, профессор кафедры гражданского и административного судопроизводства МГЮА. Председатель Ассоциации юристов России (2015—2016), член Совета директоров ПАО «Лукойл» с 2009 года.

## Образование
В 1987 году окончил вечерний факультет Всесоюзного юридического заочного института (ВЮЗИ), в 1991 году защитил диссертацию кандидата юридических наук по кафедре гражданского процесса того же вуза на тему: «Особое производство по гражданским делам, связанным с изменением правового статуса гражданина» (научный руководитель — профессор В. Ф. Тараненко).

## Преподавательская деятельность в МГЮА
Занимается преимущественно административной деятельностью.
- В 1999—2001 годах — декан дневного факультета МГЮА.
- В 2001—2002 годах — проректор по учебной работе МГЮА.
- В 2002—2007 годах — первый проректор по учебной работе МГЮА.
- С 31 июля 2007 года по настоящее время — ректор Московской государственной юридической академии. В феврале 2012 г. переизбран на новый срок. 10 апреля 2017 года переизбран на новый пятилетний срок. 5 апреля 2022 года переизбран на новый пятилетний срок.
- С 2012 года — ректор Московского государственного юридического университета имени О. Е. Кутафина (МГЮА).

На протяжении 10 лет (2003—2013) являлся заведующим кафедры гражданского процесса МГЮА.

## Общественная деятельность
Является членом консультационных, экспертных подразделений различных государственных органов и общественных организаций, в том числе:
- председатель совета и президиума учебно-методического объединения по юридическому образованию;
- вице-президент ассоциации юридического образования;
- сопредседатель Ассоциации юристов России;
- член совета по гуманитарному и социально-экономическому образованию;
- член экспертного совета по образованию при Комитете по образованию Государственной думы, Федерального Собрания РФ;
- член попечительского совета Малого театра;
- член совета по вопросам местного самоуправления при Совете Федерации Федерального Собрания РФ;
- член экспертного совета по законодательному обеспечению образования при комитете Совета Федерации по образованию и науке;
- член научно-консультативного совета при Верховном суде РФ;
- президент Спортивного арбитражного суда при автономной некоммерческой организации «Спортивная арбитражная палата» при Олимпийском комитете РФ[3];
- председатель комитета по аудиту совета директоров ПАО «Лукойл»[4][5].

В 2012 году кандидатура В. В. Блажеева была предложена В. М. Лебедевым при избрании членов Высшей экзаменационной комиссии по приему квалификационного экзамена на должность судьи, но не набрала необходимого количества голосов.
В сентябре 2016 года он стал доверенным лицом партии «Единая Россия» на выборах в Государственную думу VII созыва.
6 марта 2022 года после вторжения России на Украину подписал письмо в поддержу действий президента Владимира Путина.
В 2024 году был доверенным лицом кандидата в президенты России Владимира Путина.

## Научные труды
- Возбуждение и рассмотрение дел в арбитражных судах — М.: Юрист, 1994. — 72 c. (совместно с Тараненко В. Ф.)
- Комментарий к Гражданскому процессуальному кодексу Российской Федерации / Авт. кол.: С. А. Алехина, А. Т. Боннер, В. В. Блажеев и др.; Под ред. М. С. Шакарян ; Московская государственная юридическая академия. −2-е изд., перераб. и доп., науч. — М.: Проспект; ТК Велби, 2007. — 816 с. ISBN 5-482-01207-7
- О механизме гармонизации практики Европейского суда по правам человека и российского гражданского процессуального права // Российская юстиция. 2010. № 12. С. 22 — 27.
- К вопросу о роли арбитрирования в механизме судебной защиты прав и законных интересов хозяйствующих субъектов // Юридический мир. 2011. № 3. С. 12 — 17.

## Награды
- Орден Александра Невского (2024)[11]
- Орден Почёта (5 июня 2021) — за заслуги в научно-педагогической деятельности, подготовке квалифицированных специалистов и многолетнюю добросовестную работу[12]
- Орден Дружбы (2019)
- Медаль ордена «За заслуги перед Отечеством» II степени
- Орден Почёта (29 декабря 2020, Южная Осетия) — за большой личный вклад в развитие отношений дружбы и сотрудничества между народами, активное содействие в подготовке высококвалифицированных кадров для Республики Южная Осетия и в связи с 60-летием со дня рождения[13]
- Заслуженный юрист Российской Федерации
- Почётный работник высшего профессионального образования Российской Федерации
- Почётный работник науки и техники Российской Федерации